# Steve Heard
Steven Philip « Steve » Heard  (né le 29 avril 1962 à Tunbridge Wells) est un athlète britannique, spécialiste des courses de demi-fond.

## Biographie
Il remporte le titre du 800 m lors des Championnats d'Europe en salle 1989 de La Haye, devançant avec le temps de 1 min 48 s 84 le Néerlandais Rob Druppers et l'Est-allemand Joachim Heydgen.

### Palmarès
| Date | Compétition                    | Lieu    | Résultat | Épreuve |
| ---- | ------------------------------ | ------- | -------- | ------- |
| 1989 | Championnats d'Europe en salle | La Haye | 1er      | 800 m   |

### Records
| Épreuve | Épreuve   | Performance   | Lieu     | Date         |
| ------- | --------- | ------------- | -------- | ------------ |
| 800 m   | Plein air | 1 min 46 s 29 | Tokyo    | 25 août 1991 |
| 800 m   | Salle     | 1 min 49 s 71 | Budapest | 3 mars 1989  |